# Sarutahiko Ōkami

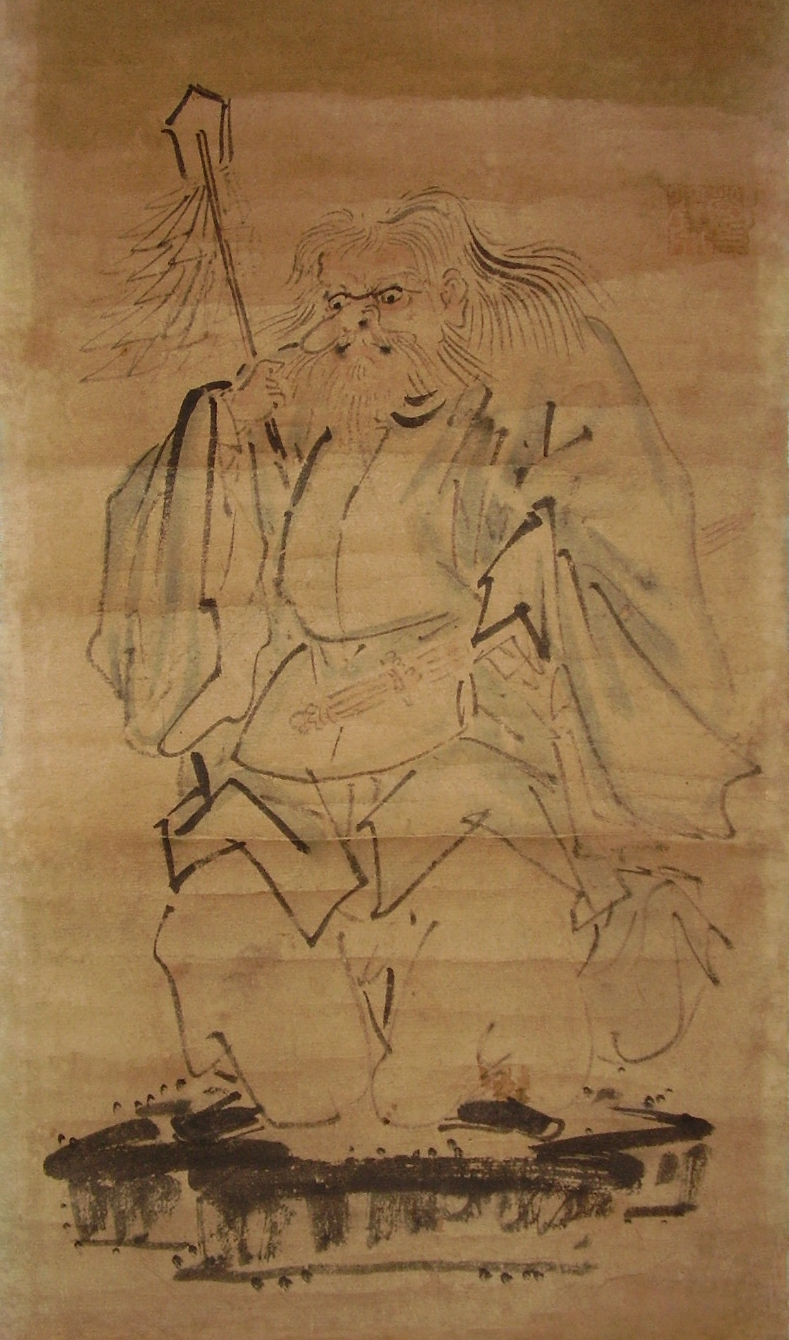

Nella mitologia giapponese, Sarutahiko Ōkami (猿田毘古大神, 猿田彦大神?) è uno spirito, marito di Ama-no-Uzume, capo dei kami terrestri. È visto come un simbolo del misogi, di forza e di disciplina spirituale, motivo per cui è il patrono di alcune arti marziali come l'aikidō. Gli sono dedicati alcuni santuari shintoisti, i cosiddetti jinja, tra cui quello di Shirahige-jinja a Takashima e quello di Tsubaki Ōkami-yashiro a Suzuka.

## Nella cultura di massa
Il dio viene citato come "Sarundasico" nell'opera lirica Madama Butterfly di Giacomo Puccini.

## Galleria d'immagini

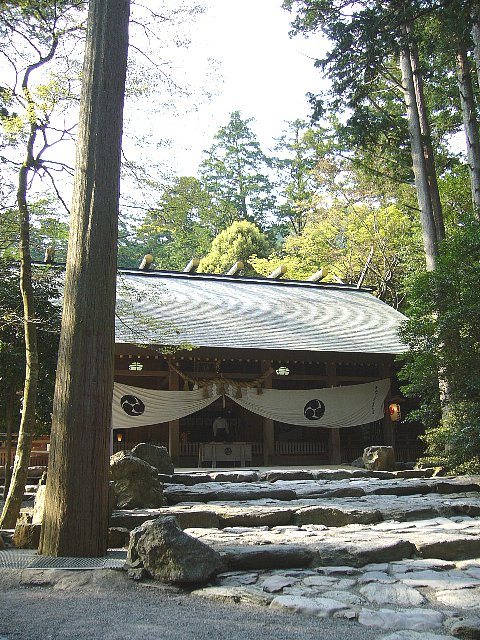
Santuario di Shirahige-jinja a Takashima
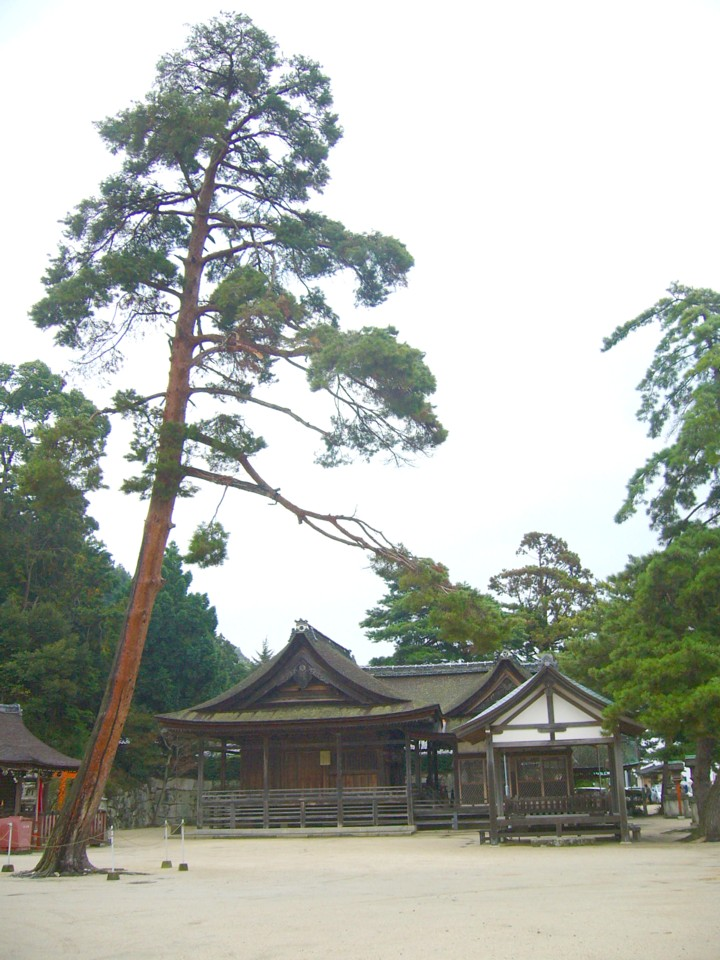
Santuario di Tsubaki Ōkami-yashiro a Suzuka